# Giai Bách
Gyebaek (계백, mất ngày 09 tháng 7 năm 660) là một vị tướng trong vương quốc cổ đại Baekje (백제) trong lịch sử Triều Tiên vào đầu đến giữa thế kỷ thứ 7. Có rất ít thông tin nói đến cuộc sống cá nhân của ông, bao gồm cả năm sinh và nơi sinh.

## Cuộc chiến cuối cùng
Năm 660, Baekje (백제) bị xâm chiếm bởi một đội quân 5 vạn người của Silla (신라), được hỗ trợ bởi 144.000 quân Đường. Tướng Gyebaek (계백 장군), chỉ với 5.000 quân dưới quyền, đã giao chiến với quân địch trong trận Hwangsanbeol (황산벌 전투). Trước khi bước vào cuộc chiến, Gyebaek báo cáo đã giết vợ và con của mình để ngăn chặn sự suy nghĩ về họ ảnh hưởng đến hành động của mình hoặc làm ông chùn bước trong cuộc chiến.
Lực lượng của ông đã thắng được bốn trận ban đầu, gây thương vong nghiêm trọng cho các lực lượng Silla. Tướng Gyebaek đã chiến đấu rất dũng cảm và giết nhiều lính Silla, dưới quyền chỉ huy của đại tướng quân Silla Kim Yu Shin (김유신 장군).Tuy nhiên, cuối cùng, kiệt sức và bị bao vây, quân đội Baekje đã bị áp đảo về lực lượng và bị tiêu diệt trong trận chiến cùng với chỉ huy của họ, tướng Gyebaek.

## Hậu quả
Baekje đã bị tiêu diệt năm 660, ngay sau khi Gyebaek thất trận và chết tại Hwangsanbeol.
Khi triết lý Nho giáo đã trở nên có nhiều ảnh hưởng trong các triều đại của Triều Tiên sau đó, Gyebaek đã được công nhận bởi các sử gia và các học giả là khuôn mẫu cho những lý tưởng Nho giáo về lòng yêu nước và sự tận tâm với vua của mình và được ca ngợi như vậy. Mặc dù không có nhiều thông tin khác biết về cuộc đời Gyebaek, việc chỉ huy trận chiến cuối cùng của ông cũng được nhiều người Triều Tiên biết đến.

## Trong Taekwon-Do
Tên Gyebaek được đặt cho bài quyền (hyeong) thứ 12 trong hệ thống quyền pháp của Liên đoàn Taekwondo Quốc tế. Đây là một bài quyền tiêu chuẩn cho bậc đai đen nhị đẳng. Đồ hình bộ pháp có dạng chữ I, đại diện cho kỷ luật quân sự nghiêm ngặt của ông.